# Derobrochus commoratus
Derobrochus commoratus is een fossiele soort schietmot uit de familie Polycentropodidae.